# Protestantyzm w Japonii

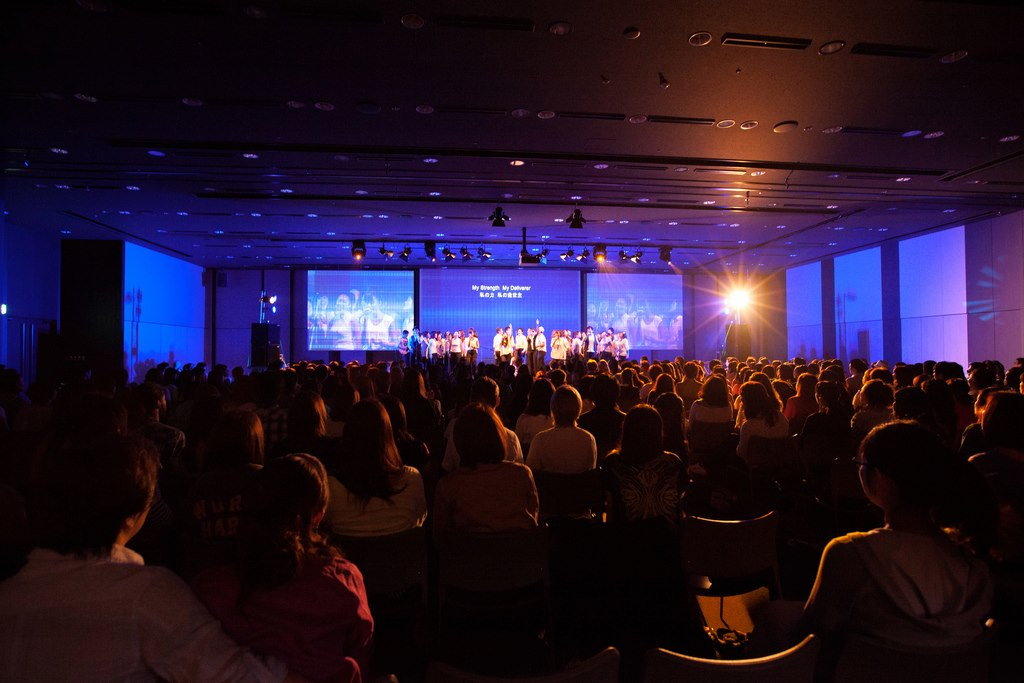
Jesus Lifehouse International Church w Tokio

Protestantyzm w Japonii – jest religią mniejszościową; wyznawany jest przez 910 000 osób, co stanowi 0,7% japońskiego społeczeństwa.

## Historia
Pierwszym misjonarzem protestanckim, który odwiedził Japonię był prezbiterianin – Divie Bethune McCartee. Wizyta ta odbyła się w latach 1861–1862. Jego traktat z przesłaniem Ewangelii został wkrótce przetłumaczony na język japoński i był pierwszą publikacją protestancką wydaną w tym języku. W 1865 r. McCartee wrócił do Ningbo, w Chinach, choć jego wizyta przygotowała grunt pod działalność kolejnych misjonarzy protestanckich. W 1895 r. Armia Zbawienia rozpoczęła swoją działalność w Japonii. Rok później pojawili się pierwsi misjonarze Kościoła Adwentystów Dnia Siódmego, który obecnie posiada w tym kraju 15 153 wiernych zrzeszonych w 118 zborach.
Japończycy opowiedzieli się przychylnie za głoszoną Ewangelią dopiero pod koniec XIX wieku, gdy Japonia ponownie otworzyła się na Zachód. Wkrótce jednak odżyły podejrzliwość i odrzucenie chrześcijaństwa. Rozwój protestantyzmu został zahamowany na początku XX wieku. Po II wojnie światowej rozpoczął się intensywny rozwój ewangelicznego chrześcijaństwa w Japonii, w tym ruchu zielonoświątkowego, który trwa. Zauważalny jest wpływ protestantów ewangelikalnych z Korei Południowej.
Japońskie Towarzystwo Biblijne powstało w 1937 r. dzięki pomocy ze strony Szkockiego Towarzystwa Biblijnego, Amerykańskiego Towarzystwa Biblijnego oraz Brytyjskiego i Zagranicznego Towarzystwa Biblijnego.

### Dzieje baptystów
Pierwsi misjonarze baptystyczni przybyli do Japonii w 1889 r. Zostali oni wysłani przez Południową Konwencję Baptystów ze Stanów Zjednoczonych. Początkowo wysiłki misjonarzy baptystycznych koncentrowały się wokół południowych i zachodnich części kraju (szczególnie zaś na wyspie Kiusiu). W kolejnych latach baptyzm rozprzestrzenił się jednak na całą Japonię, od Hokkaido po Okinawę. W 1989 r. Japońska Konwencja Baptystyczna posiadała 242 zbory i 31 654 członków. Jest ona jedną z działających w kraju denominacji baptystów (obok Japońskiego Stowarzyszenia Baptystycznego). Japońska Konwencja Baptystyczna do chwili obecnej pozostaje w ścisłych związkach z południowymi baptystami i ma charakter konserwatywny.

## Ważniejsze wyznania protestanckie

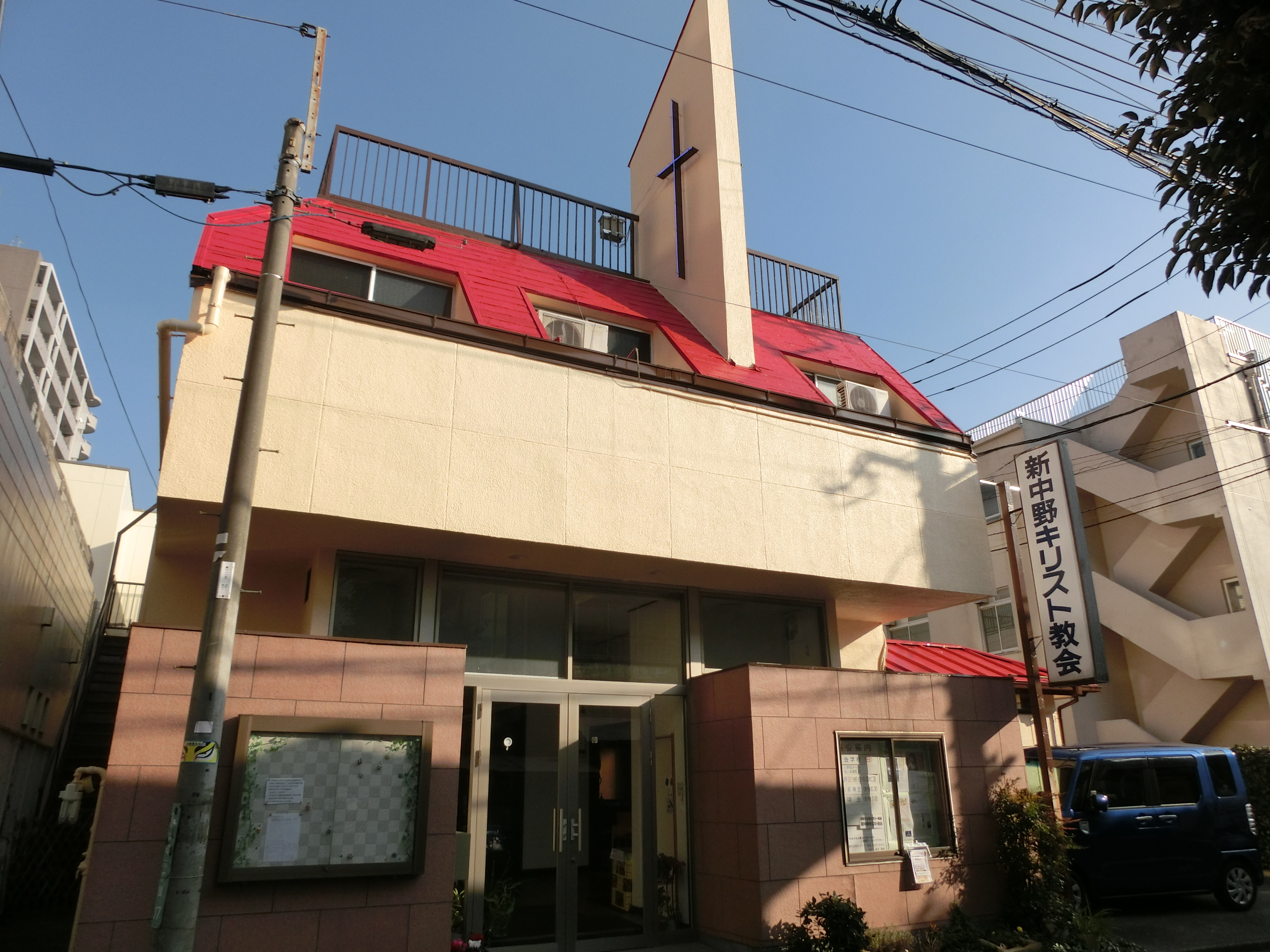
Kościół Chrystusowy w Tokio

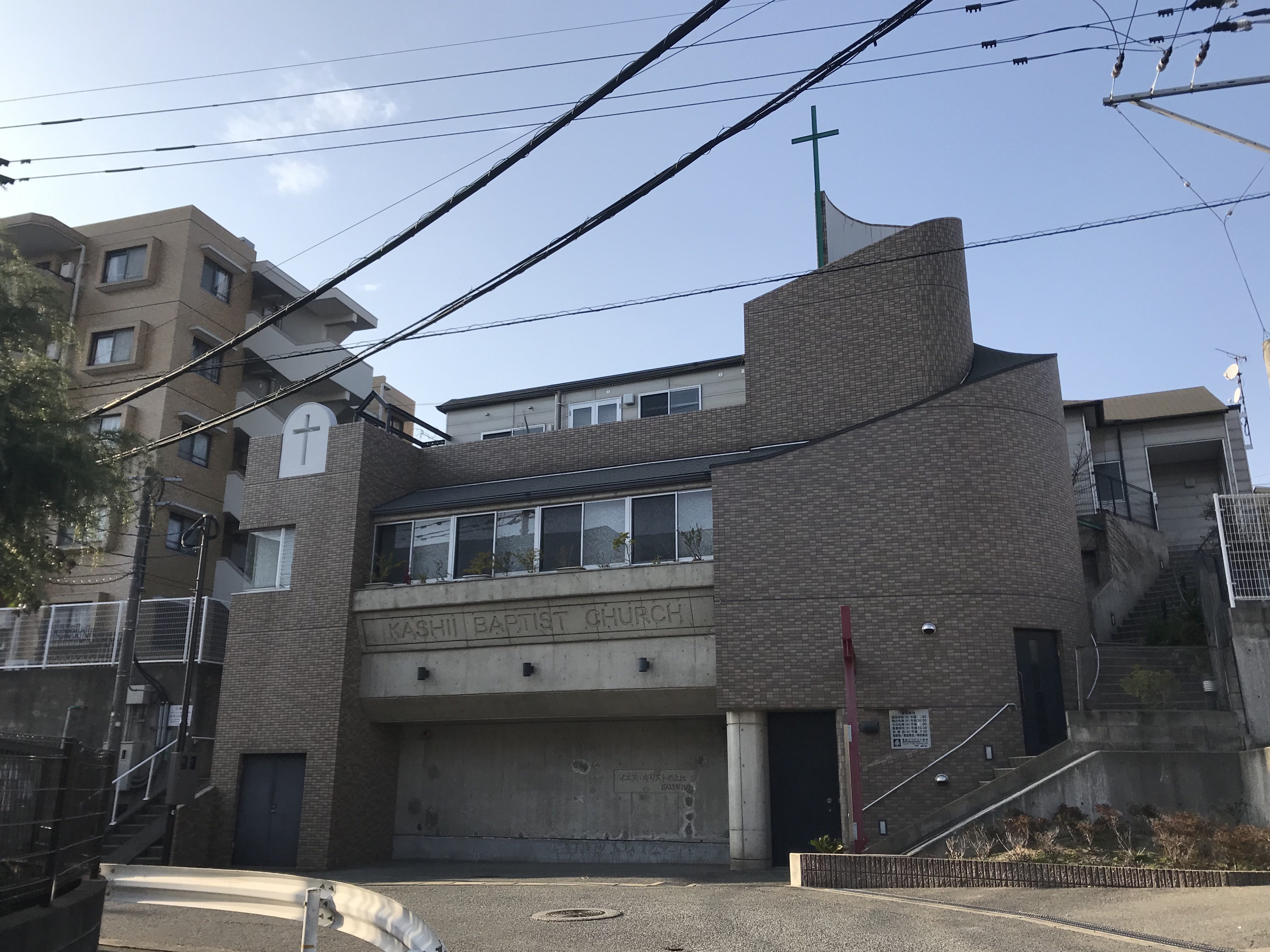
Kościół baptystyczny w Fukuoka

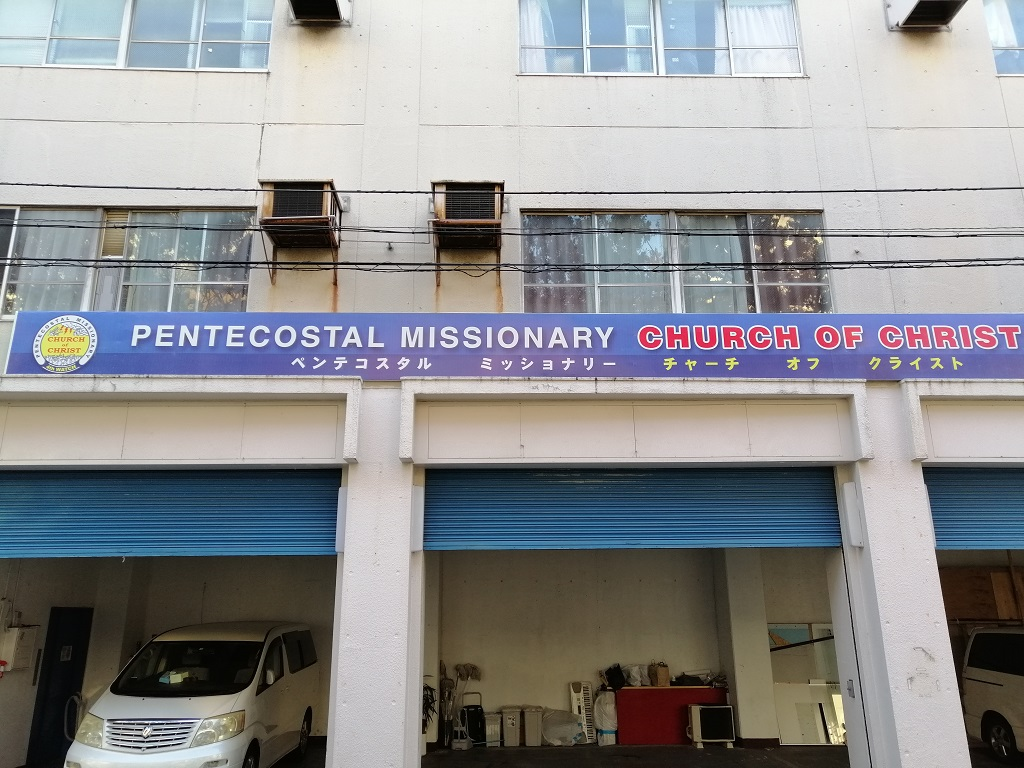
Zielonoświątkowy Misyjny Kościół Chrystusa w Nagoja

W kraju działają wszystkie ważniejsze wyznania protestanckie, m.in.:
- Zjednoczony Kościół Chrystusa – 130 769 członków i 187 000 wiernych, w 1730 zborach[5],
- Kościół Duch Jezusa – kościół charyzmatyczny, 74 850 członków i 125 000 wiernych, w 624 zborach[5],
- Kościół Anglikański w Japonii – 28 450 członków i 56 900 wiernych, w 316 kościołach[5],
- Japońska Konwencja Baptystów – 16 875 członków i 35 100 wiernych, w 335 zborach[5],
- Zbory Boże w Japonii – 22 800 członków i 31 000 wiernych w 215 zborach[5],
- Kościół Ewangelicko-Luterański Japonii – 7267 członków i 22 020 wiernych w 160 kościołach[5],
- Kościół Adwentystów Dnia Siódmego – 15 300 członków i 17 150 wiernych w 119 zborach[5],
- Japoński Kościół Świętości – 5400 członków i 13 500 wiernych w 168 zborach[5],
- Kościół Chrystusowy Ewangelii – 9600 członków i 12 960 wiernych, w 228 zborach[5],
- Prezbiteriański Kościół Chrystusowy – 5485 członków i 12 450 wiernych, w 125 kościołach[5],
- Generalna Misja Immanuela – 7029 członków i 12 300 wiernych, w 123 zborach[5],
- Bracia plymuccy – 8500 członków i 11 200 wiernych, w 165 zborach[5],
- Kościół koreańsko-języczny – 6950 członków i 10 425 wiernych, w 139 zborach[5],
- Kościół angielsko-języczny – 6667 członków i 10 000 wiernych, w 189 zborach[5],
- Kościół Reformowany w Japonii – 5297 członków i 9800 wiernych, w 154 kościołach[5],
- Japoński Sojusz Chrześcijański (TEAM) – 6704 członków i 9050 wiernych, w 190 kościołach[5],
- Koreański Kościół Chrześcijański w Japonii (Kościół Prezbiteriański) – 7160 wiernych[6],
- Unia Baptystyczna Japonii – 4420 członków i 7028 wiernych, w 70 zborach[5],
- Konwencja Baptystyczna Okinawa – 3404 członków w 38 zborach[7],
- Chrześcijański i Misyjny Sojusz – ok. 3000 wiernych w 42 kościołach[8],
- Kościół Ewangelicko-Luterański Kinki – 2757 członków[9],
- mennonici – 2698 ochrzczonych członków[10],
- Kościół Luterański Japonii – 2490 członków[9],
- Wolny Kościół Metodystyczny – 2128 wiernych w 26 kościołach[11],
- Kościół Chrześcijański Kanaan (Christian Canaan Church),
- Kościół Chrześcijański Syjonu (Zion Christian Church),
- Kościół Nazarejczyka,
- Międzynarodowy Kościół Poczwórnej Ewangelii – 1402 wiernych w 37 kościołach[12],
- Kościół Otwartej Biblii (Open Bible Churches) – 662 członków w 18 kościołach[13],
- Japońskie Stowarzyszenie Baptystyczne – 476 członków w 11 zborach[7],
- Zjednoczony Kościół Zielonoświątkowy – 9 kościołów[14],
- Wolni Baptyści (Free Will Baptist) – 10 zborów i 9 placówek[15],
- Kościół Boży – 9 zborów[16],
- metodyści,
- Armia Zbawienia.

W Japonii działa 7700 zborów protestanckich, z czego 3 tysiące znajduje się w samym Tokio. W kraju działają protestanckie stacje telewizyjne oraz radiowe.